# Revolució de les Tulipes
La Revolució de les Tulipes fa referència al derrocament del president Askar Akàiev i el seu govern a la república del Kirguizstan (en l'Àsia central) després de les eleccions parlamentàries del 27 de febrer i del 13 de març de 2005. La revolució perseguia la fi del govern d'Akàiev i la seva família i socis, que segons l'opinió popular s'havien fet cada vegada més corrupte i autoritari. Després de la revolució, Akàiev va fugir al Kazakhstan i Rússia. El 4 d'abril Akàiev va signar la seva declaració de dimissió en presència d'una delegació parlamentària a l'ambaixada del seu país a Moscou, i l'11 d'abril el parlament del Kirguizstan va ratificar la seva dimissió.
En els inicis de la revolució, els mitjans de comunicació es van referir als disturbis com la Revolució "Rosa", "Lemon", de "Seda", o del "Narcís". Però va ser la "Revolució de les Tulipes", un terme que Akàiev va usar en un discurs en què va advertir que cap Revolució de colors tindria lloc al Kirguizstan, i fou el nom que es va acabar adoptant. Aquest nom evocava semblances amb la Revolució de les Roses o la Revolució Taronja, etc., totes elles de caràcter no-violent.
Givi Targamadze, un antic membre de l'Institut de la Llibertat i president del comitè de defensa i seguretat nacional del Parlament de Geòrgia, va consultar a líders de l'oposició ucraïnesa sobre tècniques de lluita no-violenta i més tard va informar els líders de l'oposició kirguís durant la Revolució de les Tulipes.
La Revolució de les Tulipes, però, va tenir alguns incidents violents, el més notable dels quals va ocórrer a la ciutat de Jalal-Abad, on almenys tres persones van morir durant el saqueig que es va estendre per la capital nacional les 24 primeres hores després de la caiguda del govern.